# 唐津市立海青中学校
唐津市立海青中学校（からつしりつ かいせいちゅうがっこう）は、佐賀県唐津市鎮西町横竹にある公立中学校。

## 概要
歴史
2013年（平成25年）に唐津市内の中学校3校（名護屋中学校・打上中学校・呼子中学校）が統合され新設された。校地および校舎は2007年（平成19年）に閉校した佐賀県立唐津北高等学校のものが使用されている。
校章
一番上に校名の「海青」の文字（横書き）、その下（中央）に「中」の文字を配している。
校歌
作詞・編曲は三輪公大、作曲は西尾芳彦による。歌詞は3番まであり、校名は直接登場しないが、2番に「青い海」という言葉で登場する。また1番には「打上」、2番には「呼子」、3番には「名護屋」と旧3校の名称が登場する。
通学区域
- 唐津市立名護屋小学校校区（唐津市鎮西町の後に「名護屋、串、波戸、野元」が続く地域）[2]
- 唐津市立打上小学校校区（唐津市鎮西町の後に「打上、横竹、石室、加倉、高野、岩野、八床、菖蒲、早田、野元（鬼木地区の一部）、塩鶴、赤木、中野、丸田」が続く地域）[2]
- 唐津市立呼子小学校校区（唐津市呼子町の後に「呼子、殿ノ浦、小友、大友、加部島」が続く地域）[2]

## 沿革
前史（名護屋中学校、なごや）

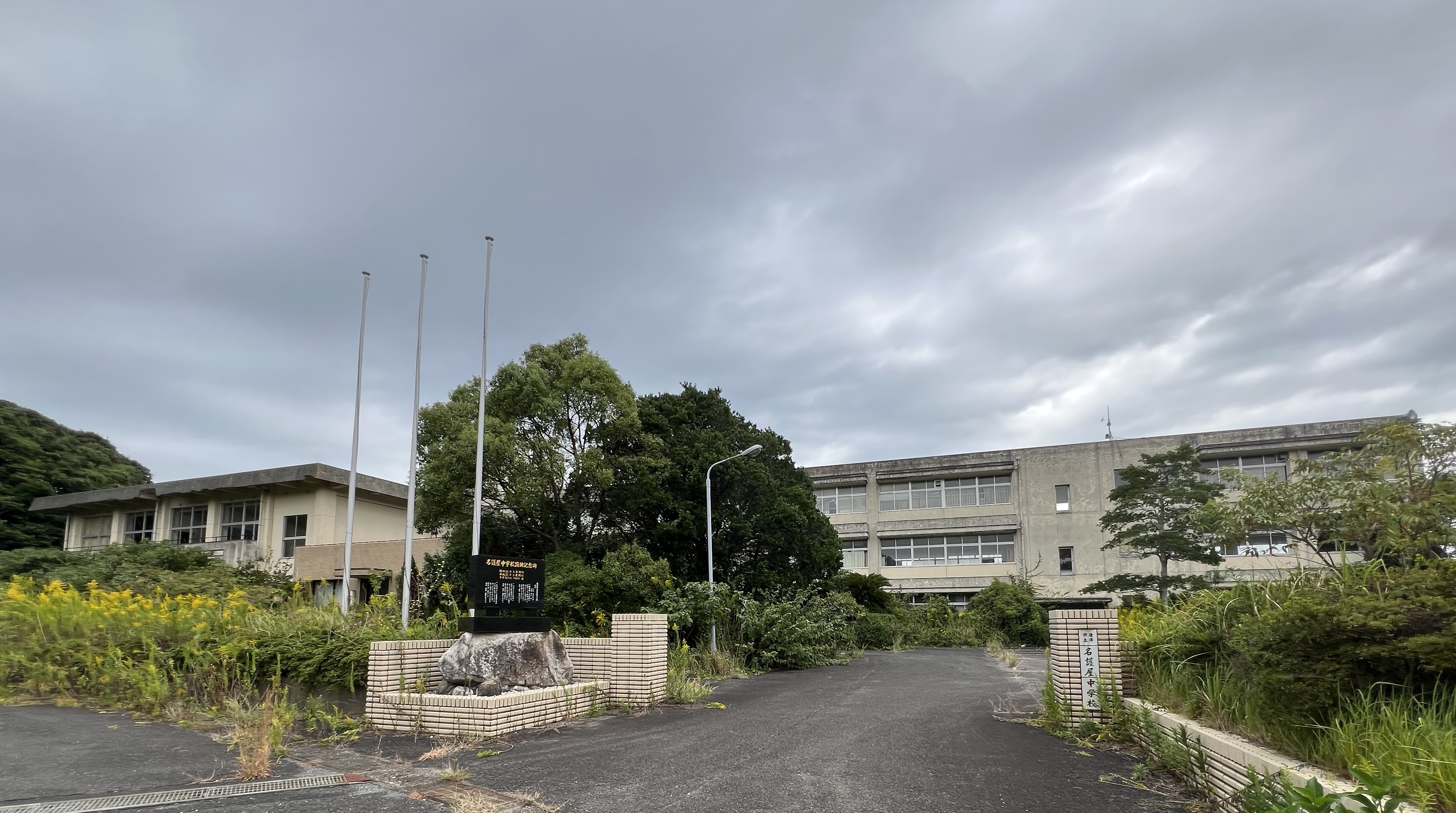
旧・名護屋中学校跡

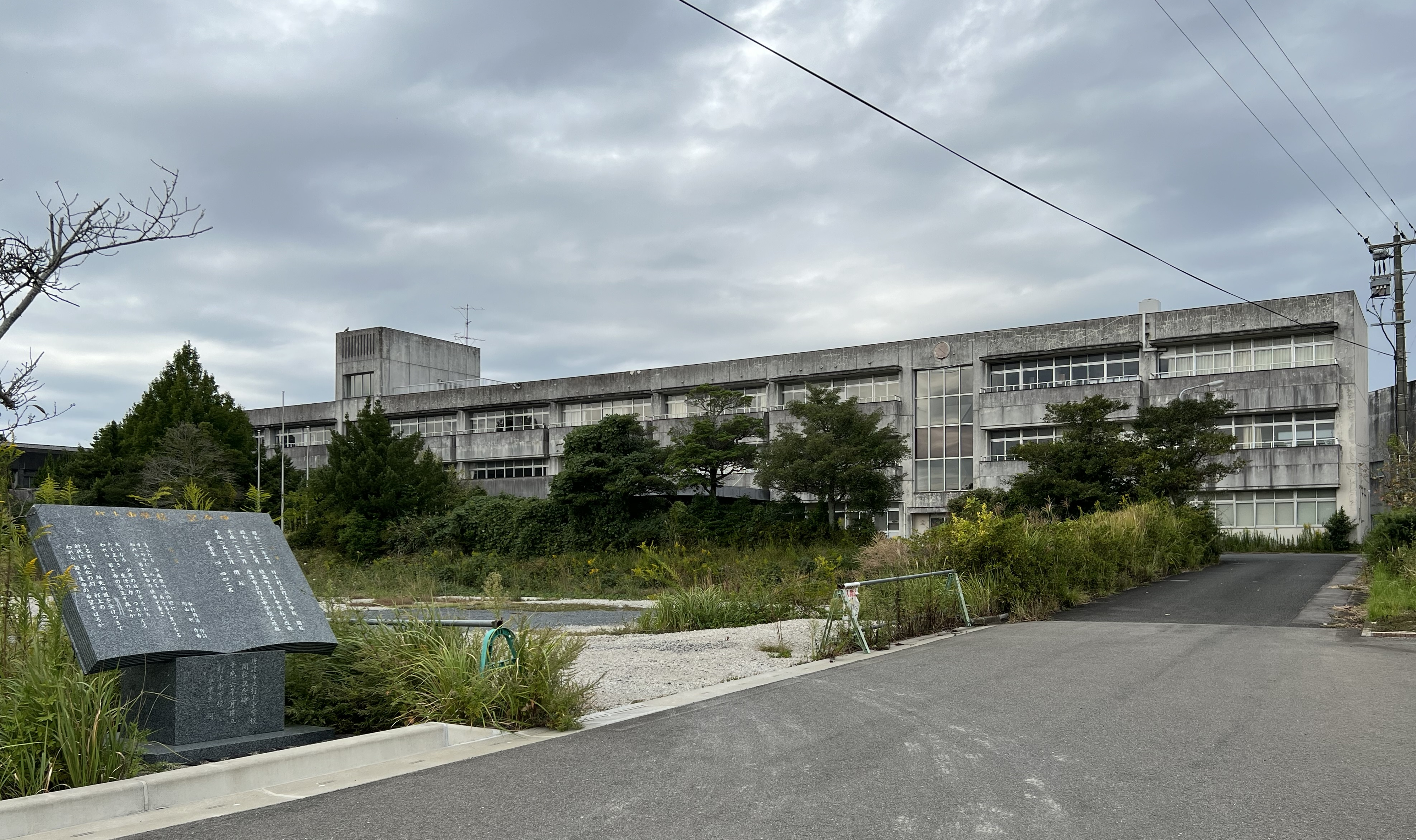
旧・打上中学校跡

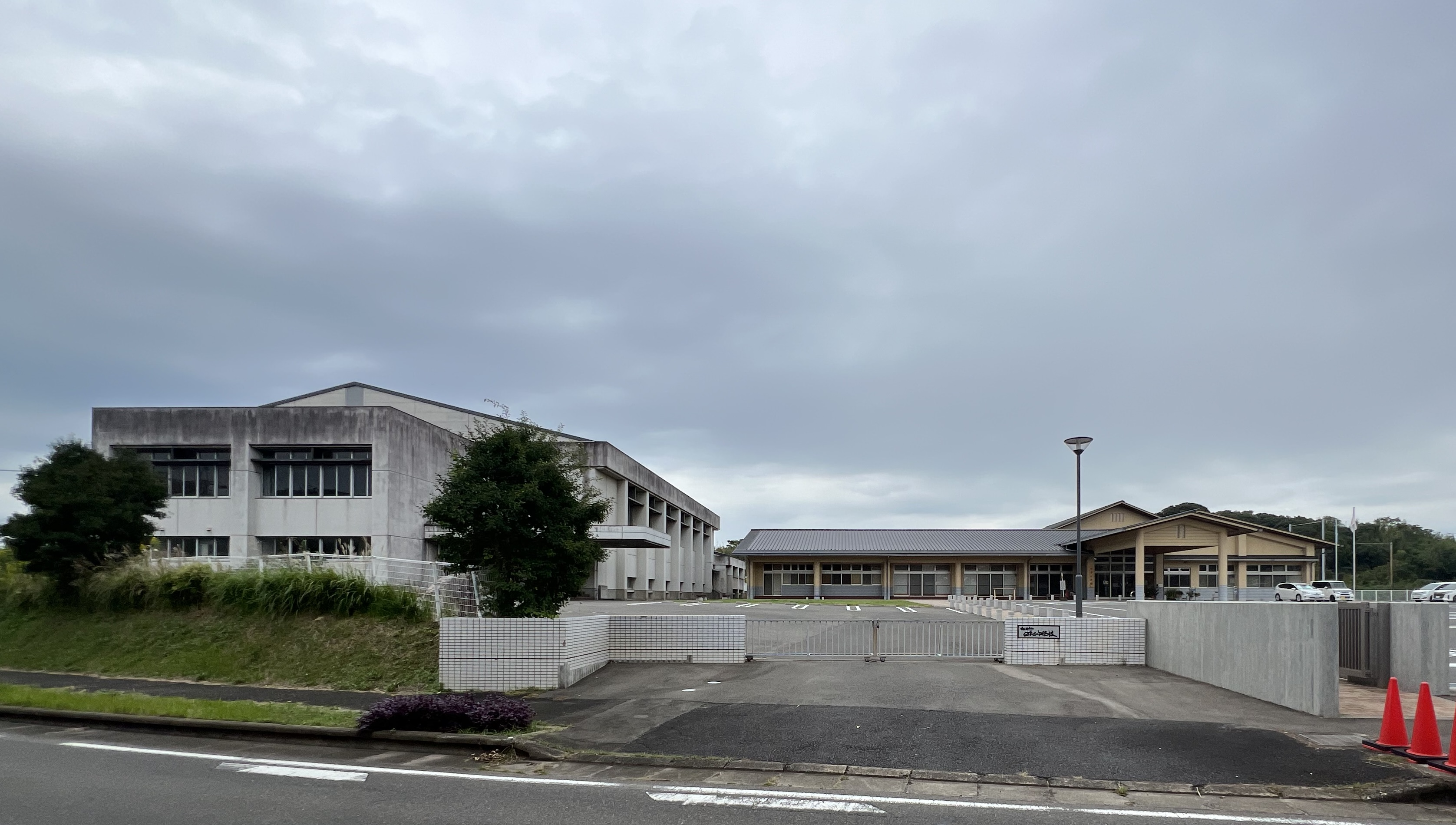
旧・呼子中学校跡（現・呼子公民館）

- 1947年（昭和22年）4月1日 - 学制改革により、新制中学校「名護屋村立名護屋中学校」として開校。
  - 当面の間、名護屋小学校に併設の形をとる。
- 1950年（昭和25年）3月 - 中学校校舎が完成し、小学校との併設を解消。
- 1956年（昭和31年）9月30日 - 名護屋村が打上村と合併し鎮西町が発足したことにより「鎮西町立名護屋中学校」に改称。
- 2005年（平成17年）1月1日 - 鎮西町が唐津市に編入されたことにより「唐津市立名護屋中学校」に改称。
- 2013年（平成25年）3月31日 - 閉校。（最終所在地 : 〒847-0401 佐賀県唐津市鎮西町名護屋2265）

前史（打上中学校、うちあげ）
- 1947年（昭和22年）4月1日 - 学制改革により、新制中学校「打上村立打上中学校」として開校。打上小学校に併設の形をとる。
- 1956年（昭和31年）9月30日 - 打上村が名護屋村と合併し鎮西町が発足したことにより「鎮西町立打上中学校」に改称。
- 2005年（平成17年）1月1日 - 鎮西町が唐津市に編入されたことにより「唐津市立打上中学校」に改称。
- 2013年（平成25年）3月31日 - 閉校。（最終所在地 : 〒847-0322 佐賀県唐津市鎮西町打上2108）
  - 跡地（グラウンド）には唐津市西部学校給食センターの建設されている[3]。

前史（呼子中学校、よぶこ）
- 1947年（昭和22年）4月1日 - 学制改革により、新制中学校「呼子町立呼子中学校」として開校。呼子小学校に併設の形をとる[4]。
- 1951年（昭和26年）5月 - 木造新校舎が完成[4]。
- 1956年（昭和31年）2月 - 東校舎が完成[4]。
- 1960年（昭和35年）4月 - 体育館が完成[4]。
- 1963年（昭和38年）11月 - ミルク給食を開始[4]。
- 1964年（昭和39年）4月 - 特殊学級を設置[4]。
- 1965年（昭和40年）2月 - 技術家庭科教室が完成[4]。
- 1972年（昭和47年）5月 - 完全給食を開始[4]。
- 1985年（昭和60年）4月1日 - 呼子町立加部島中学校を統合[1]。
- 2005年（平成17年）1月1日 - 呼子町が唐津市に編入されたことにより「唐津市立呼子中学校」に改称。
- 2013年（平成25年）3月31日 - 閉校。（最終所在地 : 〒847-0304 佐賀県唐津市呼子町殿ノ浦750-1）
  - 跡地には、2019年（令和元年）5月に唐津市呼子公民館が完成した[5]。

統合
- 2013年（平成25年）4月1日 - 以上の中学校3校が統合され、「唐津市立海青中学校」（現校名）が開校[1]。
  - 旧・佐賀県立唐津北高等学校の校地および校舎を使用。

## 交通アクセス
最寄りのバス停留所
- 昭和バス 「ひばりヶ丘」・「伊達政宗陣跡（海青中学校前）」バス停

最寄りの幹線道路
- 国道204号
- 佐賀県道47号肥前呼子線

## 周辺
- 九州電力横竹変電所
- 唐津市消防本部 北部分署